# Henry Rich (1er comte de Holland)
Pour les articles homonymes, voir Rich et Henry Rich.
Henry Rich (baptisé le 19 août 1590 – 9 mars 1649), 1er comte de Holland (comté de Lincolnshire), est le fils de Robert Rich (1er comte de Warwick) et de Penelope Devereux, et le frère cadet de Robert Rich (2e comte de Warwick).  

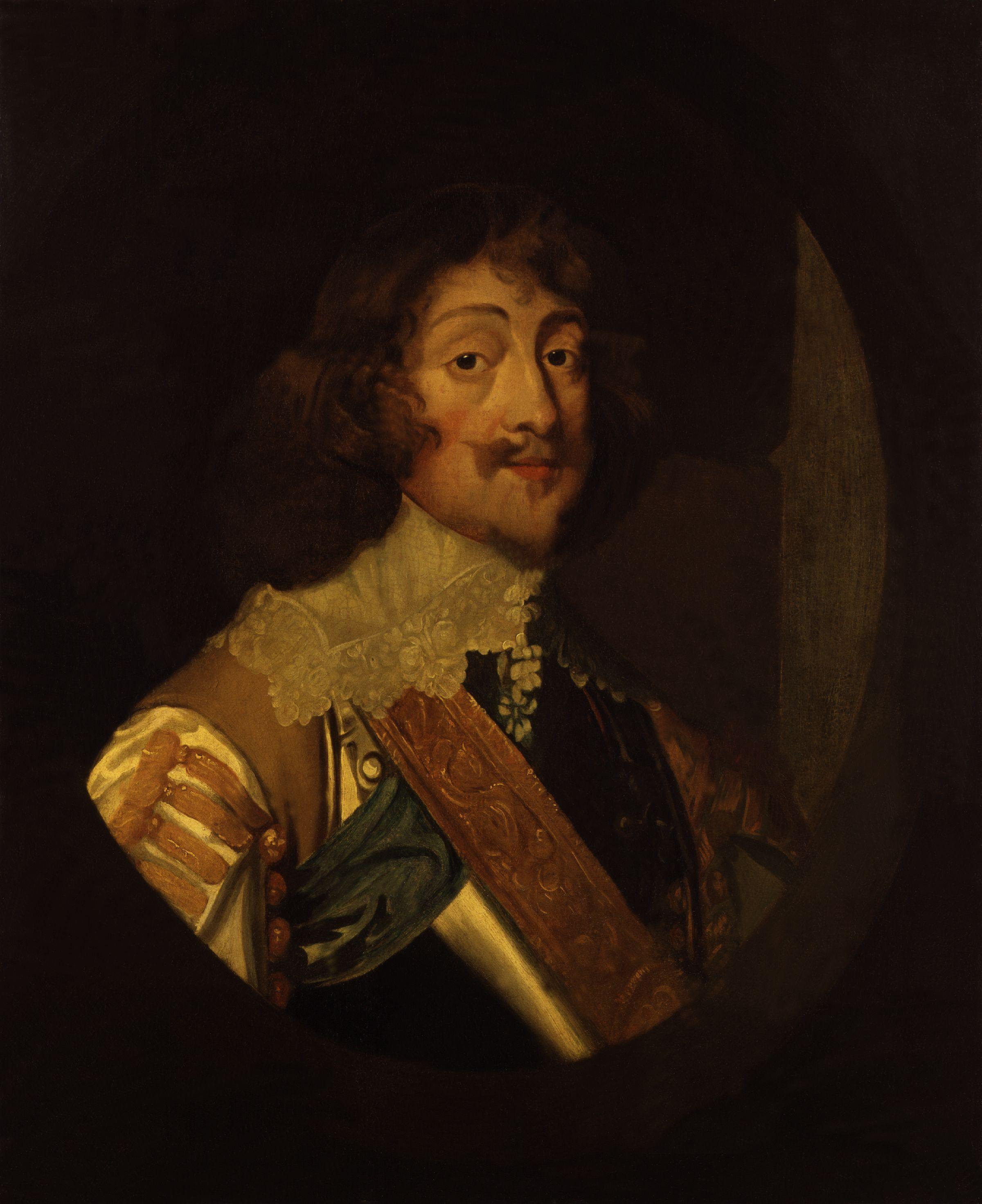
Henry Rich, 1er comte de Hollande
par Antoine van Dyck, vers 1640
National Portrait Gallery, Londres

## Biographie
Il commence sa carrière comme soldat en 1610, et devient vite un favori du roi Jacques Ier. Il perd son statut à l'accession au pouvoir de Charles Ier. Il est créé comte de Holland en 1624.
Jacques Ier l'envoie à Paris en 1624 pour négocier le mariage de son fils Charles avec Henriette, la sœur de Louis XIII. C'est à cette occasion qu'il rencontra la duchesse de Chevreuse et en fit sa maîtresse.
Pendant la Révolution anglaise, il prend le parti de Charles Ier. Arrêté par les Puritains, il est condamné à mort et décapité le 9 mars 1649.